# Prutting
Prutting település Németországban, azon belül Bajorországban. Lakosainak száma 2936 fő (2023. december 31.). Prutting Vogtareuth, Söchtenau, Stephanskirchen és Schechen községekkel határos.

## Népesség
A település népessége az elmúlt években az alábbi módon változott:
| Lakosok száma | 750  | 1443 | 1685 | 1769 | 2577 | 2648 | 2739 | 2786 | 2939 | 2936 |
|               | 1875 | 1950 | 1975 | 1987 | 2012 | 2014 | 2016 | 2017 | 2021 | 2023 |